# Christian Benítez
Pour les articles homonymes, voir Benitez.
Christian Rogelio Benítez Betancourt, surnommé « Chucho », né le 1er mai 1986 à Esmeraldas (Équateur) et mort le 29 juillet 2013 à Doha (Qatar), est un footballeur équatorien. 
Il évoluait au poste d'attaquant avec l'équipe d'Équateur, et jouait au El Jaish au Qatar. Ses clubs précédents étaient le Santos Laguna (Mexique), club America (Mexique), El Nacional (Équateur) et Birmingham City (Angleterre).
Son père, Ermen, était également footballeur international.

## Biographie

### En club
Le 3 juin 2009, il signe à Birmingham City pour un montant de 9,2 M€, soit le plus gros transfert de l'histoire du club, mais par suite de problèmes médicaux, le contrat est annulé et il effectue finalement la saison en prêt.
Le joueur équatorien inscrit 3 buts en 30 apparitions en Angleterre. À la fin de la saison, le club anglais ne valide pas l'option d'achat et Benítez retourne dans le club mexicain Santos Laguna. Après de bonnes prestations à Laguna, il rejoint finalement le Club América pour un montant estimé à 7,2 M€. C'est là où il se révèle en étant 3 années consécutives meilleur buteur de la ligue mexicaine.

### En équipe nationale
Il joue avec l'équipe d'Équateur des moins de 17 ans puis des moins de 20 ans. 
Benítez participe à la Coupe du monde 2006 avec l'équipe d'Équateur.
Il totalise 58 sélections pour 24 buts en étant troisième meilleur buteur de l'histoire de la sélection équatorienne.

### Décès
Christian Benitez meurt le 29 juillet 2013 d'un arrêt cardiorespiratoire lié à une péritonite à l'âge de 27 ans,.

## Statistiques

### En sélection nationale
| Saison                | Sélection             | Phases finales        | Phases finales | Phases finales | Phases finales | Éliminatoires CDM | Éliminatoires CDM | Éliminatoires CDM | Matchs amicaux | Matchs amicaux | Matchs amicaux | Total | Total | Total |
| Saison                | Sélection             | Compétition           | M              | B              | Pd             | M                 | B                 | Pd                | M              | B              | Pd             | M     | B     | Pd    |
| --------------------- | --------------------- | --------------------- | -------------- | -------------- | -------------- | ----------------- | ----------------- | ----------------- | -------------- | -------------- | -------------- | ----- | ----- | ----- |
| 2005-2006             | Équateur              | Coupe du monde 2006   | 1              | 0              | 0              | -                 | -                 | -                 | 4              | 0              | 0              | 5     | 0     | 0     |
| 2006-2007             | Équateur              | Copa América 2007     | 3              | 1              | 0              | -                 | -                 | -                 | 4              | 3              | 1              | 7     | 4     | 1     |
| 2007-2008             | Équateur              | -                     | -              | -              | -              | 6                 | 0                 | 2                 | 4              | 2              | 0              | 10    | 2     | 2     |
| 2008-2009             | Équateur              | -                     | -              | -              | -              | 4                 | 2                 | 1                 | 1              | 1              | 0              | 5     | 3     | 1     |
| 2009-2010             | Équateur              | -                     | -              | -              | -              | 4                 | 1                 | 1                 | -              | -              | -              | 4     | 1     | 1     |
| 2010-2011             | Équateur              | Copa América 2011     | 3              | 0              | 1              | -                 | -                 | -                 | 7              | 6              | 1              | 10    | 6     | 2     |
| 2011-2012             | Équateur              | -                     | -              | -              | -              | 4                 | 3                 | 1                 | 5              | 3              | 3              | 9     | 6     | 4     |
| 2012-2013             | Équateur              | -                     | -              | -              | -              | 5                 | 1                 | 1                 | 4              | 1              | 1              | 9     | 2     | 2     |
| Total sur la carrière | Total sur la carrière | Total sur la carrière | 7              | 1              | 1              | 23                | 7                 | 6                 | 29             | 16             | 6              | 59    | 24    | 13    |